# 1335
1335 (MCCCXXXV) fue un año común comenzado en domingo del calendario juliano.

## Acontecimientos
- Invención en Milán del reloj mecánico.
- Tenochtitlán se consolida como ciudad, Primer acueducto.
- Con la muerte de Abu Saíd Bahador Jan, se fragmenta el iljanato iraní.

## Nacimientos
- 27 de octubre: Taejo de Joseon, rey de Corea.

## Fallecimientos
- 12 de agosto: Príncipe Moriyoshi.
- Abu Saíd Bahador Jan, último Il jan de Persia.